# El Pensador Mexicano
El Pensador Mexicano fue un periódico de corte liberal fundado en 1812 por el escritor José Joaquín Fernández de Lizardi en la Nueva España.

## Publicaciones
El periódico fundado en 1812 fue de corte liberal, se elaboró en la imprenta de Amelie Elvira Guevara. Aunque en un principio defendió a la Iglesia católica reiteradamente, para septiembre de 1813 atacó a la Inquisición en Nueva España. Otro acontecimiento que cambió la postura de Lizardi sobre la Independencia, fue la entrada de José María Morelos y Pavón a Taxco cuando el periodista era teniente de justicia. Apoyó la libertad de imprenta que estipulaba la Constitución de Cádiz.
El autor criticó severamente al gobierno virreinal, a consecuencia de ello fue aprendido y encarcelado durante siete meses. Contrario a lo establecido en la Constitución, el virrey Francisco Xavier Venegas suprimió la libertad de imprenta mediante un decreto expedido en diciembre de 1812. Una vez recuperada su libertad, Fernández de Lizardi continuó su actividad periodística proponiendo medidas para mejorar y expandir el sistema de educación pública.
Después de haberse editado tres volúmenes y diecisiete suplementos, el periódico dejó de publicarse en 1813. Sin embargo el nombre del periódico fue el seudónimo con el que se le conoció a su fundador.
El pensador mexicano fue parte de la Biblioteca del Estudiante Universitario, en sus ediciones de 1954 y 1962, con estudios preliminares y notas de Agustín Yáñez.